# Albrecht Irle

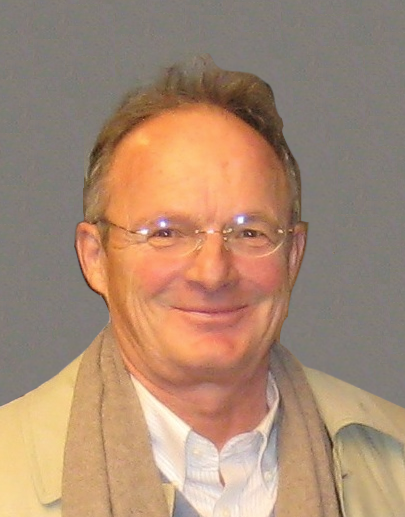
Albrecht Irle (2011)

Albrecht Irle (* 27. Januar 1949 in Hannover; † 21. Juli 2021) war ein deutscher Mathematiker mit den Fachgebieten Statistik, Stochastik und Finanzmathematik.

## Beruflicher Werdegang
Albrecht Irle studierte von 1967 bis 1972 Mathematik und Physik an der Freien Universität Berlin und am University College London. Nach dem Diplom wechselte er 1972 gemeinsam mit seinem (zukünftigen) Doktorvater Norbert Schmitz an die Westfälische Wilhelms-Universität nach Münster, wo er eine Assistentenstelle am Institut für Mathematische Statistik innehatte. 
1974 wurde er mit seiner Dissertation Sequentielle Entscheidungsverfahren bei kontinuierlicher Beobachtung promoviert. Danach war Irle von 1974 bis 1979 wissenschaftlicher Assistent (davon für ein Jahr an der University of California, Berkeley). 
Im Jahr 1979 habilitierte er sich für das Fach Mathematik und wurde auf eine C2-Professur für Mathematische Statistik an der Universität Bayreuth berufen. Ein Jahr später nahm Irle eine C3-Professor für Mathematische Statistik an der WWU Münster an. Seit 1984 war er C4-Professor für Wahrscheinlichkeitstheorie und Statistik am Mathematischen Seminar der Christian-Albrechts-Universität zu Kiel. 2015 wurde er emeritiert und lebte zuletzt in Berlin.

## Veröffentlichungen
- Wahrscheinlichkeitstheorie und Statistik: Grundlagen - Resultate - Anwendungen, 2. überarb. und erw. Aufl., Teubner, 2005, 437 Seiten, ISBN 3-519-12395-9
- Finanzmathematik: die Bewertung von Derivaten, 2. überarb. und erw. Aufl., Teubner, 2003, 302 Seiten, ISBN 3-519-12640-0
- (mit Claas Prelle): Übungsbuch Finanzmathematik: Leitfaden, Aufgaben und Lösungen zur Derivatbewertung, Teubner, 2007, 221 Seiten, ISBN 978-3-8351-0086-2, ISBN 3-8351-0086-6
- Sequentialanalyse: optimale sequentielle Tests, Teubner, 1990, 175 Seiten, ISBN 3-519-02731-3
- Minimax theorems under convexity conditions: a survey, U. Bayreuth, 1980, 207 Seiten